# Aoki (Nagano)
Aoki (青木村 Aoki-mura?) es una villa en la prefectura de Nagano, Japón, localizada en la parte central de la isla de Honshū, en la región de Chūbu. El 1 de marzo de 2021 tenía una población estimada de 4083 habitantes y una densidad de población de 72 personas por km².

## Geografía
Aoki se encuentra en la parte central de la prefectura de Nagano, en una cuenca que rodeada por montañas en tres lados. La villa se encuentra a una elevación promedio de entre 500 y 850 metros, con aproximadamente el 80% de su área cubierta de montañas y bosques. Alrededor del 10% de su superficie es agrícola, con arroz, hongos y horticultura como las principales actividades.

## Historia
El área del actual Aoki era parte de la antigua provincia de Shinano, parte de las propiedades del dominio Ueda durante el período Edo. La villa moderna de Aoki se estableció el 1 de abril de 1889. Una propuesta para fusionarse con la ciudad vecina de Ueda fue rechazada por votación en 2002.

## Demografía
Según los datos del censo japonés, la población de Aoki ha estado disminuyendo en los últimos 50 años.
| Gráfica de evolución demográfica de Aoki entre 1960 y 2015 |
|                                                            |
| Oficina de Estadística de Japón                            |